# Ponderacris amboroensis
Ponderacris amboroensis is een rechtvleugelig insect uit de familie veldsprinkhanen (Acrididae). De wetenschappelijke naam van deze soort is voor het eerst geldig gepubliceerd in 2013 door Pocco, Lange & Cigliano.